# Valentijnskartel
Het Valentijnskartel of Vlaams Kartel was van 2004 tot 2008 een kartel tussen twee Vlaamse partijen, de Vlaams-nationalistische Nieuw-Vlaamse Alliantie (N-VA) en het christendemocratische Christen-Democratisch en Vlaams (CD&V).
Dit kartel kwam tot stand na een eerdere mislukking. Toen weigerde de CD&V om zich er toe te verbinden niet in een regering te stappen zonder dat men de vijf resoluties van het Vlaams Parlement van 1999 zou uitvoeren, die voorzien in een grotere autonomie voor Vlaanderen.
Op 14 februari 2004 ging de CD&V wel dit engagement aan, en samen met de slechte peilingen voor de N-VA was dit voldoende om een kartel tot stand te brengen, dat alleszins deelnam aan de regionale verkiezingen van 2004, de lokale verkiezingen in 2006 en de federale verkiezingen in 2007.
Op 30 november 2006 kwam een tijdelijk een einde aan het kartel door de komst van Jean-Marie Dedecker naar de N-VA. Enkele dagen later verliet Jean-Marie Dedecker echter de N-VA, nadat hij door het N-VA-congres werd weggestemd. Na een conflict tussen de twee kartelpartners die stevig in de media werd uitgevochten (met op de kop het conflict waarbij Eric Van Rompuy Geert Bourgeois 'un petit monsieur' noemde) en vervolgens een onderling afgesproken 'radiostilte', werden er terug consensusonderhandelingen gestart en konden de banden tussen de CD&V en de N-VA terug hersteld worden.
Algemeen werd het Vlaams kartel beschouwd als een centrumrechts alternatief voor het extreemrechtse Vlaams Belang, hoewel CD&V ook heel wat progressieven in de rangen heeft. Het kartel pleitte voor een warme samenleving die ingaat tegen verdere individualisering en is sterk gekant tegen het beloftebeleid van Verhofstadt. Voorts stond het Vlaams kartel voor een verregaande Vlaamse autonomie, ofwel, zoals CD&V voorstaat, een geconfederaliseerd België, of een onafhankelijke republiek, zoals N-VA bepleit. Op 21 september 2008 besliste de N-VA op zijn partijcongres de federale regering Leterme I niet langer te steunen. Op 22 september stapte Geert Bourgeois uit de Vlaamse regering en zei N-VA de steun aan de Vlaamse regering op. Eén dag later, op 23 september 2008, bevestigde CD&V-voorzitster Marianne Thyssen na afloop van de algemene vergadering van CD&V in Zellik de kartelbreuk op nationaal en Vlaams niveau.